# Isaac Babbitt
Isaac Babbitt (sinh ngày 26 tháng 7 năm 1799 tại Taunton, Massachusetts – mất ngày 26 tháng 5 năm 1862 tại Somerville, Massachusetts) là một nhà phát minh và doanh nhân người Mỹ. Năm 1839, ông đã phát minh ra một loại ổ trục làm bằng hợp kim kim loại có độ ma sát thấp, đặt tên là kim loại Babbitt, được sử dụng rộng rãi trong vòng bi động cơ ngày nay.
Babbitt vốn là một thợ kim hoàn, chuyên thử nghiệm với các loại hợp kim kim loại. Năm 1824, ông đã tạo ra hợp kim thiếc (Britannia metal) đầu tiên được sản xuất tại Hoa Kỳ; sau đó thành lập công ty chuyên bán các sản phẩm dụng cụ bếp mang tên "Babbitt, Crossman & Company". Khi công ty thất bại về mặt tài chính, ông đã rút lui và chuyển đến thành phố Boston năm 1834. Ở đó, ông tham gia với tư cách là tổng giám đốc của Công ty sắt South Boston (South Boston Iron Company), một trong những xưởng đúc gang–thép của nhà phát minh người Mỹ Cyrus Alger, nơi Babbitt sản xuất khẩu súng thần công bằng đồng đầu tiên ở Hoa Kỳ. Ông cũng là người đầu tiên ở Mỹ sản xuất sản phẩm gang mạ thiếc, kẽm dạng tấm cuộn và dạng lá (lá kẽm).
Vào năm 1839, ông phát minh ra kim loại chống ma sát được sử dụng rộng rãi hiện nay, được gọi là kim loại babit hay hợp kim babit (Babbitt metal/ Babbitt alloy), là hợp kim của thiếc–antimon–đồng. Với phát minh này, ông đã nhận huy chương vàng từ Hiệp hội Cơ khí Thiện nguyện Massachusetts vào năm 1841, và sau đó Quốc hội Hoa Kỳ đã cấp cho ông 20.000 đô la Mỹ (khoảng 567.355 đô la Mỹ vào năm 2022) để được sử dụng hợp kim babit trong các công trình của chính phủ. Sau đó, ông đã đăng ký cấp bằng sáng chế cho loại hợp kim mới này ở Anh (1844) và ở Nga (1847). Năm 1851, Babbitt bắt đầu nghiên cứu sản xuất ra xà bông dùng trong nhà vệ sinh và dùng cho cạo râu (thời điểm đó nổi tiếng với tên gọi "xà bông Babbitt"). Ông được đánh giá là một nhà phát minh tài năng và là một doanh nhân có viễn kiến, được biết đến với tên gọi "người Bắc Mỹ kiên cường". Babbitt được nhận định là một người có tính cách nhân hậu, trầm tính, ít khoa trương, chỉ tập trung vào nghiên cứu những phát minh chứ không tìm kiếm sự nổi tiếng.

## Bằng sáng chế
- "Phương pháp chế tạo hộp cho trục và ngõng trục" (A Mode of Making Boxes for Axles and Gudgeons), Bằng sáng chế Hoa Kỳ số 1252, ngày 17 tháng 7 năm 1839.
- "Đá mài kim loại để mài dao cạo" (Metallic Hones for Sharpening Razors), Bằng sáng chế Hoa Kỳ số 105254, ngày 23 tháng 5 năm 1854.